# Вилкул, Александр Юрьевич

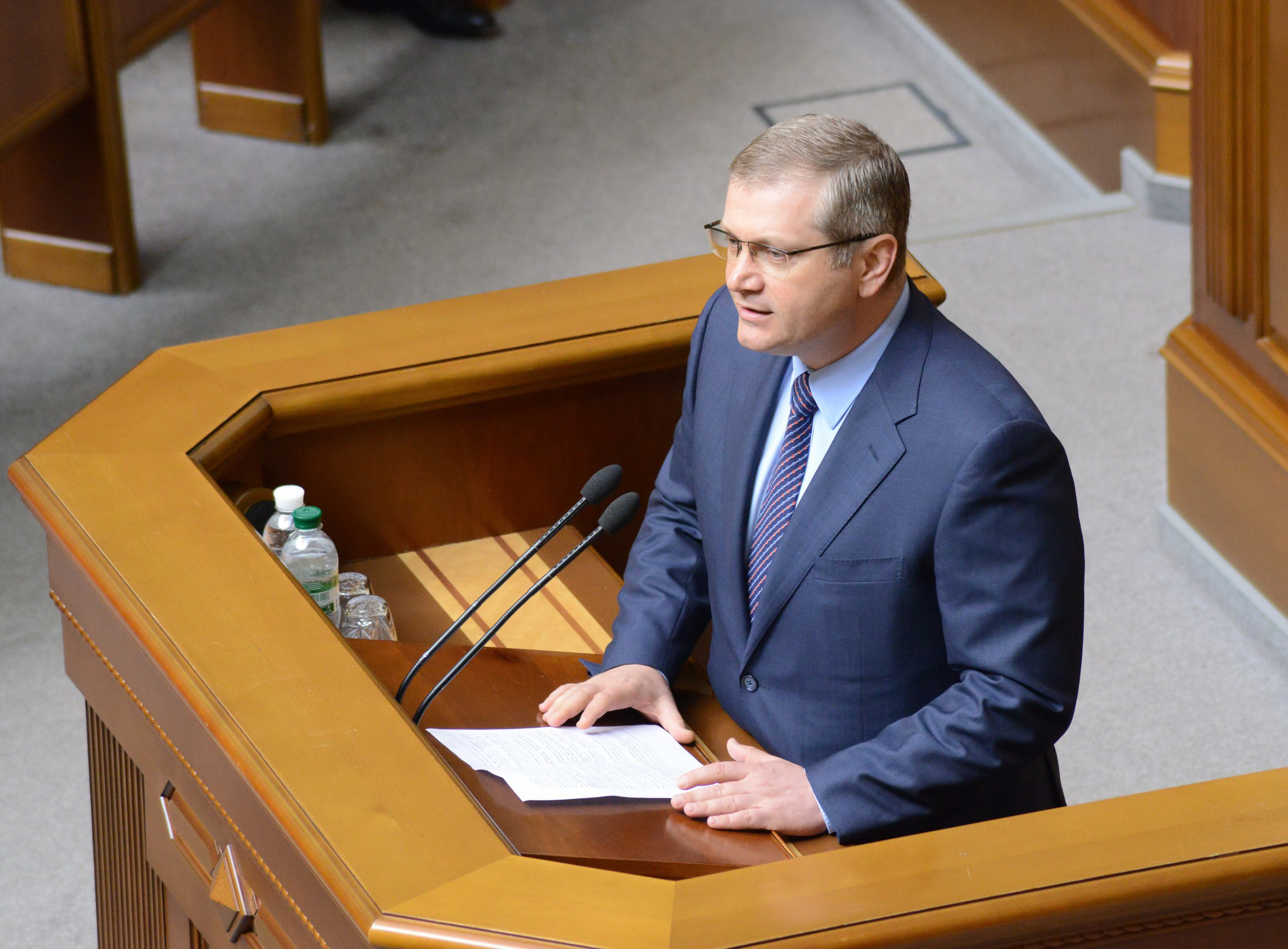
В Верховной раде Украины. 2015 год

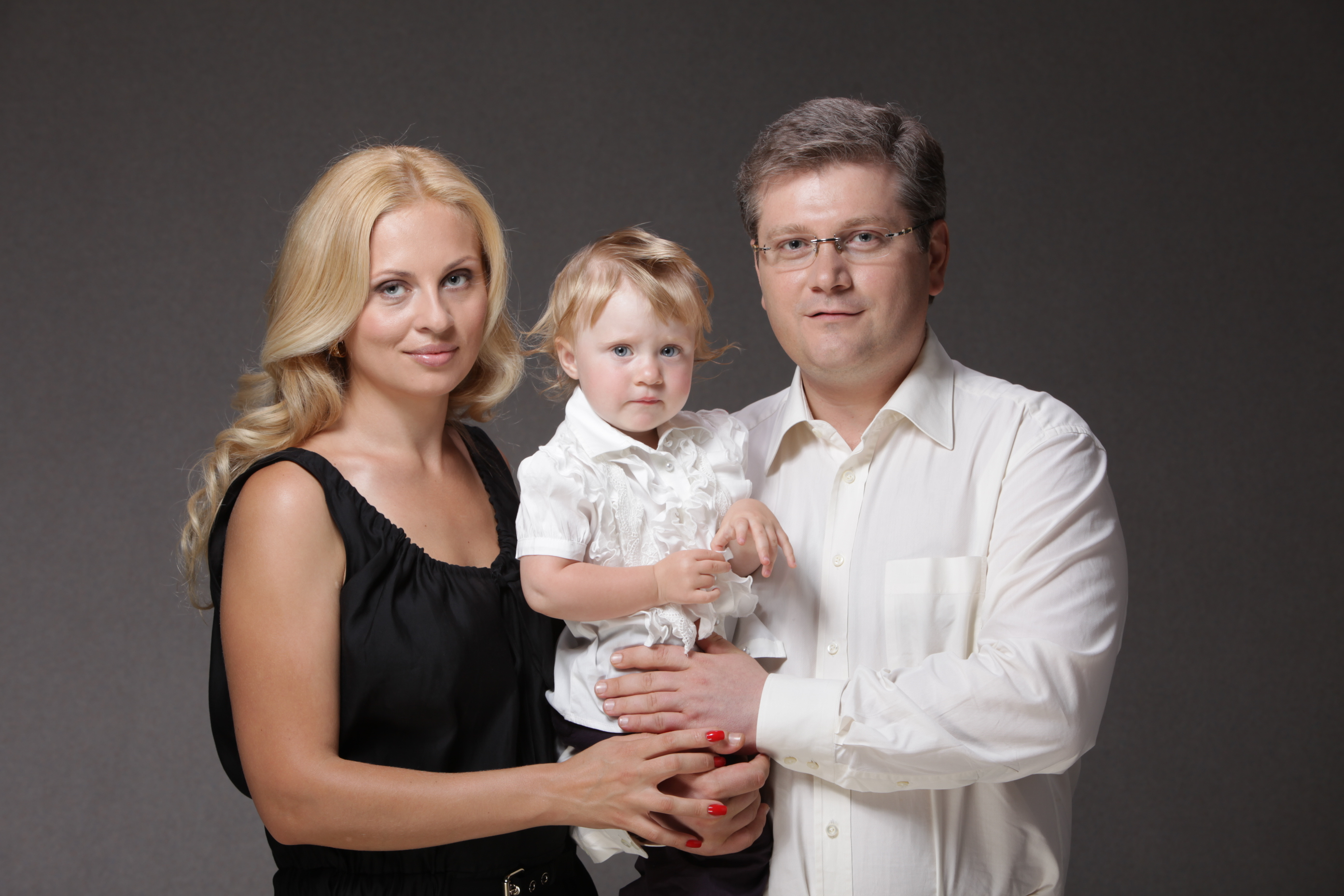
С женой и дочерью. 2010 год

Алекса́ндр Ю́рьевич Ви́лкул (укр. Олександр Юрійович Вілкул; род. 24 мая 1974, Кривой Рог, Днепропетровская область) — украинский государственный и политический деятель. Вице-премьер-министр Украины (2012—2014). Председатель Днепропетровской областной государственной администрации (2010—2012). Народный депутат Украины V, VI и VIII созывов. Глава Совета обороны Кривого Рога (с 2022)
Член «Партии регионов» (2003—2014). С 2014 по 2020 год — «Оппозиционного блока». Глава фонда «Украинская перспектива».

## Биография
Родился 24 мая 1974 года в городе Кривой Рог.
Окончил Центрально-Городской лицей в Кривом Роге. Получил образование в Криворожском техническом университете (1991—1996), горный инженер по специальности «Открытые горные работы», там же окончил аспирантуру.
В 1997—1998 годах был начальником коммерческо-финансового управления, в 1998—2001 годах — заместителем генерального директора по коммерческо-финансовым вопросам ОАО «Южный горно-обогатительный комбинат».
В 2001—2002 годах работал заместителем президента по экономике и внешнеэкономическим связям ООО «Академия горных наук Украины». С 2002 по 2003 год — заместитель председателя правления по коммерческим вопросам ОАО «ЮГОК».
С октября 2003 года — и. о. председателя правления, генеральный директор ОАО «Центральный горно-обогатительный комбинат».
В 2004—2006 годах — генеральный директор ОАО «Северный горно-обогатительный комбинат»; генеральный директор (по совместительству) ОАО «Центральный горно-обогатительный комбинат».
С 2006 по 2010 год — почётный президент ОАО «Северный горно-обогатительный комбинат» (Кривой Рог) и ОАО «Центральный горно-обогатительный комбинат» (Кривой Рог).

## Политическая карьера
Член «Партии регионов» с 2003 года. Председатель Криворожской городской организации партии с ноября 2005 года.
Народный депутат Украины V созыва от «Партии регионов» с апреля 2006 по ноябрь 2007 года, № 59 в списке. На время выборов — генеральный директор ОАО «Северный горно-обогатительный комбинат». Член фракции «Партии регионов». Заместитель председателя Комитета по вопросам и регуляторной политики и предпринимательства с июля 2006 года.
Народный депутат Украины VI созыва с ноября 2007 по апрель 2010 года от «Партии регионов», № 76 в списке. Заместитель председателя комитета по вопросам и регуляторной политики и предпринимательства с декабря 2007 года. Сложил депутатские полномочия 16 апреля 2010 года.
С 18 марта 2010 по 24 декабря 2012 года был председателем Днепропетровской областной государственной администрации. Период губернаторства Вилкула ознаменовался крупными инфраструктурными проектами — в 2011 году была сдана первая очередь (длинной 18 км) объездной дороги вокруг Днепропетровска (общая длина всей магистрали должна составить 64 км), в 2012 году был открыт завод «Интерпайп Сталь», крупнейший в мире еврейский центр «Менора», на ремонт дорог в городе было потрачено около 833 млн гривен.
С 24 декабря 2012 по 27 февраля 2014 года — вице-премьер-министр Украины. Сфера ответственности: региональное развитие, инфраструктура, транспорт, строительство, жилищно-коммунальное хозяйство, туризм, электронное управление, Государственная служба по чрезвычайным ситуациям.
В этот период являлся секретарём организационного комитета по подготовке Украины к проведению чемпионата Европы по баскетболу 2015, главой оргкомитета по подготовке заявки Украины на право проведения зимних Олимпийских игр 2022 во Львове году и возглавлял с украинской стороны межгосударственные комиссии с Германией, Польшей, Грузией и Арменией.
29 марта 2014 года на XIV съезде «Партии регионов» избран в состав президиума политсовета партии.
С июня 2014 года — глава фонда «Украинская перспектива».
В ходе парламентских выборов в октябре 2014 года избран народным депутатом по партийному списку «Оппозиционного блока».
В марте 2015 года получил пост вице-премьера по промышленности в теневом правительстве, созданном «Оппоблоком».
В сентябре 2015 года был выдвинут от «Оппозиционного блока» кандидатом на пост городского головы Днепропетровска. В прошедшем 25 октября первом туре одержал победу, набрав 37,94 % голосов избирателей. В прошедшем 15 ноября втором туре уступил Борису Филатову, набрав 44,92 % голосов (158 752) избирателей.
25 декабря 2018 года включён в список граждан Украины, против которых введены российские санкции.
20 января 2019 года на форуме «За мир и развитие» «Оппозиционный блок — Партия мира и развития» официально выдвинула Александра Вилкула кандидатом в Президенты Украины. 7 марта в его пользу снял свою кандидатуру нардеп Евгений Мураев. Его также активно поддержал известный блогер Анатолий Шарий. На выборах Вилкул набрал 4,15 % голосов, оказавшись на 8-м месте.
В 2019 году баллотировался в народные депутаты вторым номером по списку «Оппозиционного блока», но его партия не преодолела 5 % барьер.
В 2020 году баллотировался на пост городского головы Днепра от партии Блок Вилкула — Украинская Перспектива. В первом туре Вилкул набрал 12,95 % голосов заняв третье место и не попав во второй тур голосования.
С февраля 2022 года в статусе председателя совета обороны Кривого Рога руководит подготовкой города к обороне и вооружённому сопротивлению.

## Награды
- Заслуженный работник промышленности Украины (август 2005);
- Почётная грамота Кабинета Министров Украины (2004)[14];
- Орден «За заслуги» III степени (июнь 2008)[15];
- Знак «За заслуги перед городом» (Кривой Рог) 1-й степени (12 ноября 2008)[16];
- Орден «За заслуги» II степени (23 августа 2011)[17];
- Лауреат общенациональной премии «Человек года», победа в номинации «Региональный лидер» (2011)[18];
- Почётный гражданин Криворожского района (2011)[19];
- Почётный гражданин города Днепропетровска (2013, лишён в 2015[20]);
- Государственная премия Украины в области науки и техники (15 мая 2013)[21][22];
- Почётная грамота Центральной избирательной комиссии[23].
- Орден Святого Великомученика Георгия Победоносца «За заслуги перед Украинской Православной Церковью» (2010)[24].

## Семья
- Жена — Елена Анатольевна Вилкул (род. 1978)[источник не указан 508 дней];
- Дочь — Мария Александровна Вилкул (род. 2008);[источник не указан 508 дней]
- Отец — Юрий Григорьевич Вилкул (род. 1949) — городской глава Кривого Рога;[источник не указан 508 дней]
- Сестра.[источник не указан 508 дней]